# 奥托·特奥多尔·冯·曼陀菲尔
奥托·特奥多尔·冯·曼陀菲尔（德語： Otto Theodor von Manteuffel，1805年2月3日—1882年11月26日） 是一位保守派的普鲁士政治家，活跃于国王腓特烈·威廉四世时期。

## 个人简介
出生于普鲁士勃兰登堡呂本的容克贵族世家曼陀菲尔家族，曼陀菲尔从1819年起就读于普法塔州立学校。1824–1827年，他在哈雷大学学习法学和官房学，在那里他加入了萨克森哈雷学生联合会， 一个隶属Kösener Senioren-Convents-Verband（科森老人修道院协会，简称「KSCV」）的决斗大学生联谊会 。
1830年，曼陀菲尔依法开始担任书记官的职务。1833年他成为卢考地区的地方行政官（Landrat）；1841年，他升为柯尼斯堡的Oberregierungsrat （一种高级行政职务），然后在1843年被任命为斯德丁的政府副主席。1844年，当时的国务部长普鲁士亲王在那里任命他为 专家委员（vortragender Rat）。不久之后他又被任命为王家国务委员会的一名成员。他起初从事金融领域的工作，到1845年被任命为内政部长。1847年的Vereinigte Landtag （普鲁士省级立法机关议员组成的大会）给了他一个证明他议会方面才能的机会，由此曼陀菲尔展示出他自己是一名官僚政治系统的拥护者和宪政自由主义的敌人。
1848年11月8日，曼陀菲尔进入弗里德里希·威廉，勃兰登堡伯爵的内阁，接受了内政部长的职务。在接下来的十年，他在政府中担任了各种各样的职位，并且高度支持国王腓特烈·威廉四世。
曼陀菲尔在起草1848年12月5日的《普鲁士宪法》中扮演了重要角色。但也是他促成了1850年1月7日的公告，此公告废止了那个宪法的重要规定；他也在议会为它辩护。 在革命后的普鲁士政府的职业生涯中，曼陀菲尔被证明是一名重要的改革家，他的改变具有至关重要的历史意义。他认为政府的目标是在普鲁士公民社会“利益冲突”的各方中扮演一个中介实体的角色 。在追求这种调停者定位的过程中，曼陀菲尔经常与这个议会制政府的保守派和极端保守派成员发生冲突，他发现后者不愿充分拥护新宪法秩序。他强调普鲁士国家应该代理什么的那些日子一去不复返了，用他自己的话说，“就像一个贵族的地产” 。他面对迎面而来的反对。然而曼陀菲尔试图在王宫中强加一个更结构化决策机制的努力被极端保守主义者阻止了，由于他们的高阶贵族地位，传统上与国王有最直接的联系。
然而在曼陀菲尔的其他努力中被发现有更大程度的成功。其中之一是指导创建一个有更少约束的经济。1856年，作为首相，他监督政府政策实施，消除国家对“金融机构信贷流程”的管制并限制在钢铁和煤炭工业中使用监管权力。曼陀菲尔在努力让普鲁士王国采取一种对媒体宽松得多的不干涉立场方面也享受到了成功的喜悦。由于近些年在这两者之间日益增长的敌对情绪，这是一个必要的步骤。不同于之前的彻底审查制度，1848年后普鲁士邦开始转变为对印刷材料损害国家利益的出版物施加高额的罚款。回应日益增长的需要找到一种不同出版政策的压力，曼陀菲尔决定减少政府立场的对抗性质。 政府不再直接审查或攻击新闻界，而是通过安排“在重要期刊上对政府友好的文章”加入出版的辩论中 。这在普鲁士是新闻界和国家间关系的一个重要转变。代替了从上面强加规定的办法，政府自己在出版界的舞台上经营起来。曼陀菲尔因此非常清楚需要面对而不是压制媒体的力量，用他的话说，“（媒体）和人民不断扩大的对公共事务的参与度一起成长了” 。
当勃兰登堡伯爵死后他被临时委任掌管外交事务，参加了1850年11月为签订奥尔米茨条约举行的谈判，并且使黑森选侯国和荷尔斯泰因在宪法上规定的权利屈服于奥地利的复辟热情。“强人向后退了一步”，这是他为使新近恢复的德意志联邦议会中对这些举措不高兴的议员冷静下来的说辞。1850年12月19日他被正式任命为普鲁士首相和外交大臣，以此职务参加了1856年巴黎条约的谈判。他保留这一职位直到1858年10月，当国王放弃了王权、普鲁士亲王（后来的威廉大帝） 成为摄政王时为止。
11月6日，他和全体内阁解散。他随即退回到他在劳西茨的房产中，在被格尔利茨选举后进入了普鲁士众议院，但没有以任何引人注目的方式参与议程。从1864年起他成为普鲁士贵族院的一名成员。
1882年他逝于下劳西茨卢考镇的Gut Krossen。

## 荣誉
1850年2月6日，他被选为柏林荣誉市民，并且克罗伊茨贝格的曼陀菲尔街（Manteuffelstraße）以他来命名。在威廉港的南部，另一个曼陀菲尔街于1869年6月17日在威廉一世国王出席时建成。在这个大街旁坐落着曼陀菲尔广场（检阅场）。他还是但泽、哈弗尔河畔勃兰登堡、斯德丁和所有下劳西茨城镇的荣誉市民。
1852年，他通过国王的书面命令获得利奥波德勋章中的大绶（最高等级）。

### 腳注
1. ↑  全名和出生及死亡日期来自Wippermann (1884), p. 260
2. ↑  Clark (2006), p. 503
3. ↑  Clark (2006), p. 504
4. ↑  Clark (2006), p. 506
5. ↑  Clark (2006), p. 505
6. ↑  Clark (2006), p. 507
7. ↑  Clark (2006), p. 508
8. ↑  Clark (2006), p. 509
9. ↑  Manley/Schurz, p. 214.
10. ↑  Indépendance Belge (L') 20-04-1852

### 文獻
- Clark, Christopher. . Cambridge, MA: Harvard University Press. 2006. ISBN 9780674023857.
- Schurz, Carl, Lebenserinnerungen bis zum Jahre 1850:  Selections, edited with notes and vocabulary by Edward Manley, Norwood, Massachusetts:  Allyn and Bacon, 1913.  This is a German reader.  The text is in German and the notes are in English.
- Wippermann, Karl. . Allgemeine Deutsche Biographie. 1884, 20: 260–272 （德语）.